# Twoface
Twoface – duński zespół muzyczny, założony w 2000 roku w Kopenhadze. 
Członkowie zespołu początkowo współtworzyli ze sobą grupę Passion Orange. Po jej rozpadzie, muzycy zdecydowali o budowie swojego studia nagrań, które zasponsorował im Sten Ole. Obiekt powstał w sąsiedztwie wytwórni muzycznej, której właścicielem był lider formacji Rockers By Choice oraz producent muzyki hip-hopowej, Chief 1. Muzyk odpowiedzialny był za nadanie nowej jakości brzmień grupy.
W 2000 roku zespół wydał swój debiutancki album ...This Way. Komercyjny sukces odniósł jednak wydany w 2003 roku drugi album Sounds of a Rude World, promowany przez single „Image of the World”, „Fire in Your Eyes (Ay, Ay)” oraz „Revelations Day”. Trzecim, a zarazem ostatnim wydawnictwem zespołu był album Road to Sanity.
Utwór „Fire in Your Eyes (Ay, Ay)” utrzymywał się na liście 100 najpopularniejszych piosenek w Danii przez ponad trzy miesiące, docierając między innymi do notowania Top 15 Airplay oraz Top 20 listy singli. Przebój promował album na terenie całej Europy.
Zespół dwukrotnie zwyciężył w konkursie Danish Rock Championships.

## Dyskografia
| Rok  | Dane dot. albumu                                                     |
| ---- | -------------------------------------------------------------------- |
| 2000 | ...This Way - Wydany: 2000 - Wytwórnia: Music United                 |
| 2003 | Sounds of a Rude World - Wydany: 2003 - Wytwórnia: Edel-Mega Records |
| 2007 | Road to Sanity - Wydany: 2007 - Wytwórnia: Border Breakers           |

| Rok                          | Tytuł                       | Najwyższe pozycje na liście | Najwyższe pozycje na liście | Najwyższe pozycje na liście |
| Rok                          | Tytuł                       | RMF                         | WiR                         | SLiP                        |
| ---------------------------- | --------------------------- | --------------------------- | --------------------------- | --------------------------- |
| 2003                         | „Image of the World”        | –                           | –                           | –                           |
| 2003                         | „Fire in Your Eyes (Ay Ay)” | 1                           | 4                           | 10                          |
| 2003                         | „Revelations Day”           | 3                           | –                           | –                           |
| „–” singel nie był notowany. |                             |                             |                             |                             |